# Golgijev aparat
Golgijev aparat (kratica GA) je membranski organel v celici. Membrane tvorijo sploščene cisterne, ki ležijo ena nad drugo. V GA poteka obdelava in razvrščanje proteinov in lipidov za transport v organele, kot so lizosomi, endosomi in plazmalema, ali za eksocitozo ter sinteza glikoproteinov. Od GA se veš čas odcepljajo mehurčki, ki jim drugače pravimo tudi vezikli. Pri rastlinah poteka tudi sinteza polisaharidov, ki gradijo celično steno.

## Zgradba
V večini celic je GA sestavljen iz sploščenih membranski cistern in asociiranimi vezikli. Tako v zgradbi kot tudi funkciji je GA polaren: produkti vstopajo na konveksni cis strani, ki je navadno orientirana proti jedru, in izstopajo na konkavni trans strani. Čeprav število diskretnih predelov GA ni dogovorjeno, lahko organel v splošnem razdelimo na pet delov:
- cis Golgijevo omrežje,
- Golgijevo skladovnico, ki se deli na:
  - cis cisterno,
  - medialno cisterno,
  - trans cisterno;
- trans Golgijevo omrežje.

Na cis Golgijevem omrežju pride do fuzije veziklov iz ER-Golgijevega intermediarnega kompartmenta. V Golgijevi skladovnici poteka večina metabolnih reakcij. V trans cisterni potekajo končne modifikacije produktov, v trans Golgijevem omrežju pa poteka razvrščanje produktov v organele ali zunanjost celice.

## Funkcije
V osnovi je GA pomemben predvsem za modifikacije, razvrščanje in pakiranje produktov v vezikle za uporabo v celici (organelih) ali celično sekrecijo oz. eksocitozo, npr. hormonov in imunoglobulinov.

### Modifikacije produktov
V cisternah encimi modificirajo proteine z dodajanjem ogljikovih hidratov (glikozilacija) in fosfatov (fosforilacija), ki predstavljajo signal za določeni organel ali eksocitozo pri razvrščanju in pakiranju v vezikle. Veliki del tega zajema modifikacija N-vezanih oligosaharidov, ki so bili dodani protein že v endoplazemskem retikulumu (ER). Pri proteinih, namenjenih plazmalemi ali za eksocitozo so navadno pri glikozilaciji sprva odstranjene štiri manoze. Temu sledi zaporedje dodajanj in odstranitev monosaharidov, in sicer dodatek N-acetilglukozamina, odstranitve dveh manoz, dodatek fukoze in dveh N-acetilglukozaminov, dodatek treh galaktoz in končno dodatek treh sialičnih kislin. Pri proteinih, namenjenih lizosomu, poteka glikozilacija drugače: N-acetilglukozamin fosfat je prenešen na specifične manozne ostanke iz uridin difosfata (UDP), nato pa je N-acetilglukozamin odstranjen, pri čemer nastane manoza-6-fosfat.
Za fosforilacijo molekul je potreben adenozin trifosfat (ATP), ki je prenešen oz. transportiran v notranjost (lumen) GA, nato pa izkoriščen s strani različnih kinaz, kot so kazein kinaza 1 in kazein kinaza 2. Primer tega je fosforilacija specifičnega apoliproteina, ki je sestavni del VLDL: dodana fosfatna skupina naj bi predstavljala signal za razvrščanje pri eksocitozi v kri.
Pomembna je tudi sulfonacija (dodajanje sulfatne skupine) določenih molekul, med drugim tudi molekul GAG, kar je v končni fazi pomembno za signalne zmožnosti in prisotnost negativnega naboja pri proteoglikanih.
GA ima domnevno vlogo v procesu apoptoze, saj je v GA prisotno več pripadnikov Bcl2 družine; primer tega je GAAP oz. Golgijev anti-apoptotičen protein.

### Metabolizem lipidov in polisaharidov
GA je vključen v metabolizem lipidov, natančneje v sintezo glikolipidov in sfingomielina, katerih prekurzorska spojina je ceramid, predhodno sintetiziran v ER. Sfingomielin nastane s prenosom fosforilholinske skupine iz fosfatidilholina v lumnu GA. Pri glikolipidih je glukoza dodana na citosolni strani membrane, nakar so preko "flip-flop" mehanizma prenešeni na lumensko stran membrane, kjer so dodani drugi ogljikovi hidrati. Glikolipidi v GA in veziklih, ki se transportirajo na plazmalemo, niso zmožni prenosa na citosolno stran membrane, zaradi česar so na plazmalemi vedno na zunajcelični (E) strani. Glikolipidi imajo pomembno vlogo pri celičnem prepoznavanju in komunikaciji.
Goolgijev aparat je pomemben tudi za sintezo proteoglikanov, pomembne komponente v ekstracelularnem matriksu ter ogljikovih hidratov. To vključuje tudi sintezo glikozaminoglikanov (GAG), ki so dodani proteinom, predhodno sintetiziranih v ER. Tudi v rastlinah poteka sinteza polisaharidov, kot so hemiceluloza in pektini, ki gradijo celično steno. Okoli 80 % celotnega metabolizma v GA pri rastlinah je namenjeno sintezi polisaharidov.

### Razvrščanje produktov v vezikle
Protein, lipidi in polisaharidi se prenašajo iz GA do dolečenega cilja preko klatrinskih veziklov, ki se odcepljajo iz trans Golgijevega omrežja. Za pravilno določenje cilja so odgovorni signali na produktu, največkrat v obliki specifičnega zaporedja aminokislin na proteinu ali vezanih oligosaharidov, s pomočjo katerih se produkti vežejo na določene receptorje na lumenski strani. Dobro raziskana pot je prenos produktov v lizosom. Proteini so označeni z manozo-6-fosfat na oligosaharidnem delu, s katerim se vežejo na receptorje manoze-6-fosfat. Tako nastanejo klatrinski vezikli, ki potujejo do lizosoma.
Pri polariziranih celicah (npr. pri enterocitih), tj. celicah, pri katerih je s pomočjo tesnih stikov plazmalema razdeljena na apikalni in bazolateralni del, je pri transportu na plazmalemo določeno tudi, na kateri domeni plazmaleme bo prišlo do zlitja (fuzije) veziklov, kar je pomembno za pravilno delovanje celic. Vezikli za določeno domeno se lahko neposredno odcepljajo iz trans Golgijevega omrežja ali pa se sprva odcepi skupni vezikel, ki se nato razdeli na vezikla za določeno domeno.

## Transportni mehanizmi v Golgijevem aparatu
Transportni mehanizmi v okviru GA so še vedno predmet razprav, vendar so v splošnem sprejeta dva modela. Po modelu dozorevanja cistern (angleško Cisternal maturation model) se iz zlitih veziklov na cis strani formira cisterna, ki se med procesom dozorevanja postopoma pomika proti trans strani, kjer se končno razgradi. Model je podprt z mikroskopskim opazovanjem transporta kolagenskih niti v GA ter dozorevanja predelov organela. Po modelu vezikularnega transporta je GA stabilen organel, kjer se iz različnih predelov odcepljajo posebni vezikli (angleško shuttle vesicles) in se zlivajo z drugimi predeli.
Predlagano je tudi, da modela sodelujeta med sabo in se ne izključujeta, kar je znano kot kombinirani model.